# Maximilian Scharr
Maximilian Scharr (* 12. November 2002) ist ein deutscher Schauspieler. 
In der deutschen Fernsehserie Schloss Einstein spielte Scharr von 2016 bis 2018 die Rolle des Schülers Jannis Röber.
Scharr wohnt in Erfurt.

## Filmografie
- 2016–2018: Schloss Einstein (Fernsehserie)
- 2020: Die Superhändler – 4 Räume, 1 Deal (Sendereihe) – Folge 265